# هيونداي جيتز
هيونداي جيتز (بالإنجليزية: Hyundai Getz)‏هي سيارة سوبيرميني تم إنتاجها من قبل شركة هيونداي موتور .